# El Hadjeb
El Hadjeb (în arabă الحاجب) este o comună din provincia Biskra, Algeria.
Populația comunei este de 10.126 de locuitori (2008).